# Campeonato Mundial de Ginástica Acrobática
O Campeonato Mundial de Ginástica Acrobática é a mais importante competição da ginástica acrobática, realizada pela Federação Internacional de Ginástica (FIG) desde 1974. Antes de 2006, era conhecido como Campeonato Mundial de Acrobacia Esportiva.

## Edições
| Ano  | Jogos | Cidade-sede      | País               | Eventos       | Primeiro no Quadro de Medalhas | Segundo no Quadro de Medalhas | Terceiro no Quadro de Medalhas |
| ---- | ----- | ---------------- | ------------------ | ------------- | ------------------------------ | ----------------------------- | ------------------------------ |
| 1974 | 1     | Moscou           | União Soviética    | 21            | União Soviética                | Bulgária                      | Polônia                        |
| 1976 | 2     | Saarbrücken      | Alemanha Ocidental | 27            | União Soviética                | Alemanha Ocidental            | Polônia                        |
| 1978 | 3     | Sófia            | Bulgária           | 21            | União Soviética                | Bulgária                      | Polônia                        |
| 1980 | 4     | Posnânia         | Polónia            | 21            | União Soviética                | Bulgária                      | Polônia                        |
| 1982 | 5     | Londres          | Grã-Bretanha       | 21            | União Soviética                | Bulgária                      | Polônia                        |
| 1984 | 6     | Sófia            | Bulgária           | 21            | União Soviética                | Bulgária                      | China                          |
| 1986 | 7     | Rennes           | França             | 21            | União Soviética                | Bulgária                      | China                          |
| 1988 | 8     | Antuérpia        | Bélgica            | 21            | Bulgária                       | União Soviética               | China                          |
| 1990 | 9     | Augsburgo        | Alemanha Ocidental | 21            | União Soviética                | China                         | Bulgária                       |
| 1992 | 10    | Rennes           | França             | 21            | Rússia                         | China                         | França                         |
| 1994 | 11    | Pequim           | China              | 21            | China                          | Rússia                        | Ucrânia                        |
| 1995 | 12    | Breslávia        | Polónia            | 21            | Rússia                         | China                         | Bulgária                       |
| 1996 | 13    | Riesa            | Alemanha           | 21            | China                          | Rússia                        | Ucrânia                        |
| 1997 | 14    | Manchester       | Grã-Bretanha       | 21            | Rússia                         | Ucrânia                       | China                          |
| 1998 | 15    | Minsk            | Bielorrússia       | 21            | Rússia                         | Grã-Bretanha                  | China                          |
| 1999 | 16    | Gante            | Bélgica            | 15            | Rússia                         | China                         | Ucrânia                        |
| 2000 | 17    | Breslávia        | Polónia            | 15            | Rússia                         | China                         | Bulgária                       |
| 2002 | 18    | Riesa            | Alemanha           | 5             | Rússia                         | China                         | Grã-Bretanha · Ucrânia         |
| 2004 | 19    | Liévin           | França             | 5             | Rússia                         | Estados Unidos                | Grã-Bretanha                   |
| 2006 | 20    | Coimbra          | Portugal           | 5             | Rússia                         | Ucrânia                       | Bielorrússia                   |
| 2008 | 21    | Glasgow          | Grã-Bretanha       | 5             | Rússia                         | Bielorrússia                  | Ucrânia                        |
| 2010 | 22    | Breslávia        | Polónia            | 5             | Grã-Bretanha                   | Rússia                        | Ucrânia                        |
| 2012 | 23    | Lake Buena Vista | Estados Unidos     | 5             | Rússia                         | Grã-Bretanha                  | Bélgica                        |
| 2014 | 24    | Levallois-Perret | França             | 5             | Rússia                         | Grã-Bretanha                  | Bélgica                        |
| 2016 | 25    | Putian           | China              | 6             | Rússia                         | China                         | Bielorrússia                   |
| 2018 | 26    | Antuérpia        | Bélgica            | 6             | Rússia                         | Israel                        | Bielorrússia                   |
| 2021 | 27    | Genebra          | Suíça              | 6             | Rússia                         | China                         | Bielorrússia                   |
| 2022 | 28    | Baku             | Azerbaijão         | 16            | Bélgica                        | Portugal                      | Estados Unidos                 |
| 2024 | 29    | Guimarães        | Portugal           | Evento futuro | Evento futuro                  | Evento futuro                 | Evento futuro                  |

## Juvenil e Age Group
Campeonatos:
1989 a 1999 : Juvenil
2001 a 2002 : Jogos Mundiais Age Group
2004 a 2006 : Competição Internacional Age Group
2008 a agora: Campeonato Mundial Age Group
| Edição    | Ano  | Cidade-sede      | País           | Eventos |
| --------- | ---- | ---------------- | -------------- | ------- |
| Juvenil   |      |                  |                |         |
| 1         | 1989 | Katowice         | Polônia        | 21      |
| 2         | 1991 | Pequim           | China          | 21      |
| 3         | 1993 | Moscou           | Rússia         | 21      |
| 4         | 1995 | Riesa            | Alemanha       | 22      |
| 5         | 1997 | Honolulu         | Estados Unidos | 22      |
| 6         | 1999 | Nowa Ruda        | Polônia        | 16      |
| Age Group |      |                  |                |         |
| 1         | 2001 | Zielona Gora     | Polônia        |         |
| 2         | 2002 | Riesa            | Alemanha       |         |
| 3         | 2004 | Liévin           | França         |         |
| 4         | 2006 | Coimbra          | Portugal       |         |
| 5         | 2008 | Glasgow          | Reino Unido    |         |
| 6         | 2010 | Breslávia        | Polônia        |         |
| 7         | 2012 | Orlando          | Estados Unidos |         |
| 8         | 2014 | Levallois-Perret | França         |         |
| 9         | 2016 | Putian           | China          |         |
| 10        | 2018 | Antuérpia        | Bélgica        |         |

## Quadro de medalhas geral
| Pos.                | País                         | Ouro | Prata | Bronze | Total |
| ------------------- | ---------------------------- | ---- | ----- | ------ | ----- |
| 1                   | União Soviética              | 146  | 51    | 10     | 207   |
| 2                   | Rússia                       | 105  | 53    | 25     | 183   |
| 3                   | China                        | 76   | 68    | 73     | 217   |
| 4                   | Bulgária                     | 57   | 80    | 79     | 216   |
| 5                   | Ucrânia                      | 23   | 33    | 43     | 99    |
| 6                   | Polónia                      | 15   | 48    | 69     | 132   |
| 7                   | Grã-Bretanha                 | 15   | 19    | 30     | 64    |
| 8                   | Bélgica                      | 9    | 9     | 5      | 23    |
| 9                   | Alemanha                     | 6    | 2     | 23     | 31    |
| 10                  | Estados Unidos               | 5    | 10    | 24     | 39    |
| 11                  | Federação Russa de Ginástica | 5    | 0     | 1      | 6     |
| 12                  | Portugal                     | 4    | 4     | 1      | 9     |
| 13                  | Bielorrússia                 | 3    | 11    | 23     | 37    |
| 14                  | França                       | 3    | 5     | 3      | 11    |
| 15                  | Cazaquistão                  | 1    | 5     | 4      | 10    |
| 16                  | Israel                       | 1    | 4     | 4      | 9     |
| 17                  | Azerbaijão                   | 0    | 2     | 4      | 6     |
| 18                  | Coreia do Norte              | 0    | 2     | 1      | 3     |
| 19                  | Hungria                      | 0    | 1     | 6      | 7     |
| 20                  | Iugoslávia                   | 0    | 1     | 5      | 6     |
| 21                  | Lituânia                     | 0    | 1     | 3      | 4     |
| 22                  | Austrália                    | 0    | 1     | 0      | 1     |
| 22                  | África do Sul                | 0    | 1     | 0      | 1     |
| 24                  | Áustria                      | 0    | 0     | 1      | 1     |
| Total (24 entradas) | Total (24 entradas)          | 474  | 411   | 437    | 1322  |